# Fryderyki 2013
Fryderyki 2013 – 19. edycja polskich nagród muzycznych Fryderyków, przyznawanych przez Akademię Fonograficzną (powołaną przez Związek Producentów Audio-Video), honorująca dokonania przemysłu muzycznego między 1 grudnia 2011 a 30 listopada 2012. Ceremonia wręczenia nagród odbyła się 25 kwietnia 2013 w Teatrze Polskim w Warszawie. Poprowadzili ją Grażyna Torbicka, Artur Orzech i Piotr Metz. Była emitowana na żywo przez TVP Kultura, ponadto tego samego dnia odbyła się jej retransmisja w TVP2.
Nagrody konkursowe zostały przyznane w 10 kategoriach (4 w sekcji muzyki rozrywkowej, 3 w sekcji muzyki jazzowej i 3 w sekcji muzyki poważnej). Najwięcej nominacji (4) otrzymała Violetta Bielecka. Najwięcej nagród (2) zdobyła Mela Koteluk. Poza nagrodami konkursowymi zostały przyznane trzy Złote Fryderyki.

## Organizacja
23 lutego 2007 Andrzej Puczyński i Jan Chojnacki, reprezentujący zarząd Związku Producentów Audio-Video (ZPAV), podpisali ze Stanisławem Trzcińskim, prezesem agencji STX Jamboree, umowę w sprawie wyłącznej organizacji i promocji Fryderyków w latach 2007–2010. Ponadto przedsiębiorstwo mogło rozporządzać prawami do transmisji telewizyjnej wręczenia nagród. We wrześniu 2008 ZPAV przedłużył umowę na lata 2011–2012.
8 listopada 2012 ZPAV ogłosił, że przed Fryderykami 2013 liczba kategorii, w których przyznawane są nagrody, została zmniejszona z 39 do 13, w tym 10 konkursowych i (niezmiennie) Złotych Fryderyków w każdej z trzech sekcji (muzyki rozrywkowej, jazzowej i poważnej). Zniesione zostały podziały związane z gatunkami muzycznymi i płciami artystów. Tylko w sekcji muzyki poważnej zostały utworzone odrębne kategorie reprezentujące różne gatunki, na podstawie których później została przyznana jedna nagroda za album roku. Piotr Metz, członek Rady Akademii Fonograficznej, uzasadnił tę decyzję trudnościami z klasyfikowaniem zgłaszanych propozycji i szansą na większą promocję dla nagrodzonych, dodając, że podobne zmiany zostały zastosowane przez brytyjskie Brit Awards. Ponadto ZPAV ogłosił, że nagrodzonymi w kategoriach albumów roku będą wykonawcy i producenci muzyczni, zaś w kategorii utwór roku wykonawcy, kompozytorzy i autorzy tekstów. Zmniejszenie liczby kategorii spotkało się z krytyką środowiska muzycznego między innymi ze względu na marginalizowanie artystów hip-hopowych, dla których szansa na nominację zmalała, czy niewielką liczbę artystów, którzy mogą zostać wypromowani poprzez wygraną.
Przyjmowanie przez Akademię Fonograficzną zgłoszeń do nagród trwało od 8 listopada do 10 grudnia 2012. Łącznie zostało nadesłane 1160 zgłoszeń (336 albumów, 166 utworów, 586 muzyków w kategoriach artystów roku i 72 osoby w kategoriach debiutów roku). 21 lutego 2013 ZPAV ogłosił nominacje i poinformował o laureatach Złotych Fryderyków. Zapowiedział ponadto, że ceremonia wręczenia nagród odbędzie się 25 kwietnia 2013 o godzinie 19 w Teatrze Polskim w Warszawie, będzie emitowana na żywo przez TVP Kultura i retransmitowana przez TVP2. 10 kwietnia 2013 Telewizja Polska poinformowała, że galę poprowadzą Grażyna Torbicka, Artur Orzech i Piotr Metz, a retransmisja w TVP2 odbędzie się w dniu ceremonii o 22:35. Ponadto zostali zapowiedzeni artyści, którzy wystąpią na żywo podczas imprezy.
Materiały i podkłady muzyczne na galę przygotował DJ Adamus. W jej trakcie zostały także wręczone nagrody ZPAV dla cyfrowych piosenek roku (polskiej i zagranicznej).

## Przebieg

### Występy
Występy podczas gali:
- Voo Voo – „Pierwszy raz”
- Maria Peszek – „Sorry Polsko”

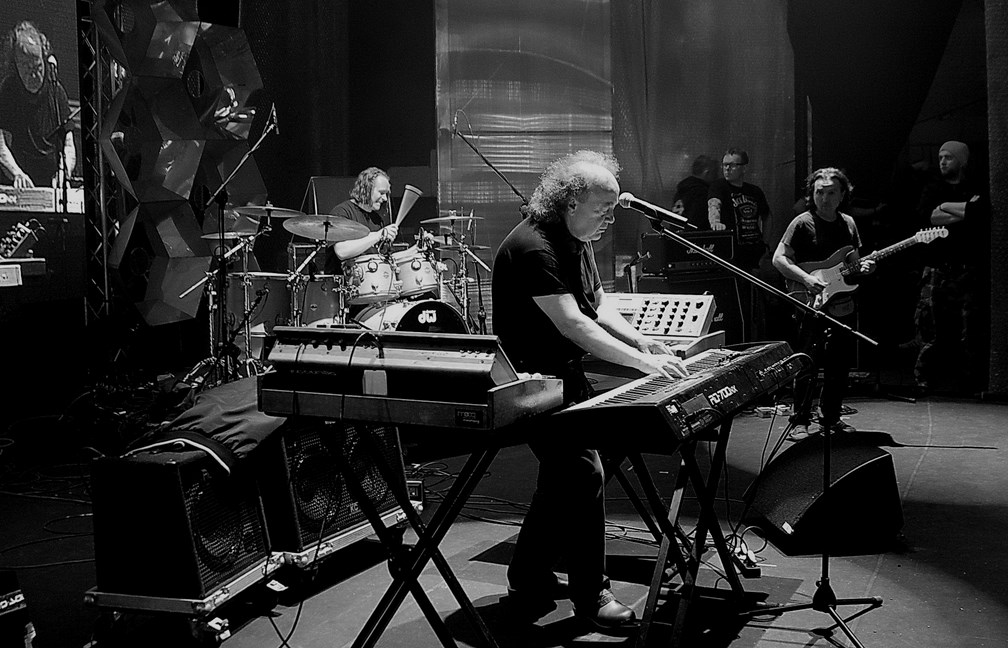
Zespół SBB podczas ceremonii

- Hey – „Do rycerzy, do szlachty, do mieszczan”
- Skubas, Mela Koteluk i Kari Amirian
- Atom String Quartet, Adam Bałdych, Henryk Miśkiewicz, Włodek Pawlik i Grzech Piotrowski – „My One and Only Love”
- SBB i Natalia Sikora – „Z których krwi krew moja”

### Prezenterzy
Prezenterzy podczas gali:
- Kuba Badach i Artur Rojek – wręczenie nagrody w kategorii album roku (muzyka rozrywkowa)
- Arkadiusz Jakubik – wręczenie nagrody w kategorii utwór roku
- Urszula Dudziak i Tomek Lipiński – wręczenie nagród w kategoriach artysta roku (muzyka poważna, muzyka jazzowa i muzyka rozrywkowa)
- Zbigniew Preisner – wręczenie Złotego Fryderyka dla Józefa Skrzeka
- Piotr Paleczny – wręczenie Złotego Fryderyka dla Jana Ekiera
- Elżbieta Penderecka i Mariusz Treliński
- Anna Maria Jopek i Tomasz Stańko
- Rafał Bryndal
- Jacek Szmidt

## Laureaci i nominowani

### Sekcja muzyki rozrywkowej
| Utwór roku | Album roku |
| --- | --- |
| - „Varsovie” – Brodka - muzyka: Bartosz Dziedzic i Monika Brodka - słowa: Monika Brodka i Quentin Carenzo - „Linoskoczek” – Skubas - muzyka: Skubas - słowa: Sławomir Młynarczyk - „Ludzie psy” – Maria Peszek - muzyka: Maria Peszek i Michał „Fox” Król - słowa: Maria Peszek - „Pierwszy raz” – Voo Voo - muzyka i słowa: Wojciech Waglewski - „Wilki dwa” – Luxtorpeda - muzyka: Luxtorpeda - słowa: Przemysław Frencel i Robert Friedrich | - Old Is Gold – T.Love - produkcja: Maciej Majchrzak i Zygmunt Staszczyk - Do rycerzy, do szlachty, doo mieszczan – Hey - produkcja: Marcin Bors i Paweł Krawczyk - Jezus Maria Peszek – Maria Peszek - produkcja: Maria Peszek i Michał „Fox” Król - Lax – Brodka - produkcja: Bartosz Dziedzic - Robaki – Luxtorpeda - produkcja: Robert Friedrich i Luxtorpeda |
| Artysta roku | Debiut roku |
| - Mela Koteluk - Artur Andrus - Brodka - Hey - Maria Peszek | - Mela Koteluk - Kari Amirian - Lemon - Maja Kleszcz - Skubas |

### Sekcja muzyki jazzowej
| Album roku | Album roku |
| --- | --- |
| - Places – Atom String Quartet - produkcja: Atom String Quartet - Full Drive 3 – Henryk Miśkiewicz - produkcja: Henryk Miśkiewicz - Pathfinder – Nowicki/Święs/Frankiewicz Trio - produkcja: Radek Nowicki, Andrzej Święs i Sebastian Frankiewicz - Spaces – Kuba Stankiewicz - produkcja: Kuba Stankiewicz - World Orchestra – Grzech Piotrowski - produkcja: Grzech Piotrowski | |
| Artysta roku | Debiut roku |
| - Henryk Miśkiewicz - Adam Bałdych - Atom String Quartet - Grzech Piotrowski - Włodek Pawlik | - Piotr „Damas” Damasiewicz - Interplay Jazz Duo - Maciej Garbowski - Tomasz Dąbrowski - Piotr „Pianohooligan” Orzechowski |

### Sekcja muzyki poważnej
| Artysta roku |
| --- |
| - Paweł Łukaszewski - Ars Nova - Łukasz Borowicz - Olga Pasiecznik - Rafał Blechacz |
| Najwybitniejsze nagranie muzyki polskiej |
| - Karol Lipiński – Works for Violin & Piano - wykonawcy: Bartłomiej Nizioł, Paweł Andrzej Mazurkiewicz - Cyprian Bazylik, dzieła wszystkie, XVI w. - wykonawcy: Ars Nova, Subtilior Ensemble (soliści: Piotr Olech, Maciej Gocman, Szczepan Kosior, Piotr Zawistowski), Chór Cantilena (Alina Kulik) - dyrygent/kierownik artystyczny: Jacek Urbaniak - Paweł Łukaszewski – Musica Sacra 1 - wykonawcy: Anna Mikołajczyk-Niewiedział – sopran, Greg Banaszak – saksofon altowy, Ravel Piano Duo: Agnieszka Kozło i Katarzyna Ewa Sokołowska, Orkiestra i Chór Opery i Filharmonii Podlaskiej - dyrygent/kierownik artystyczny: Piotr Borkowski, przygotowanie chóru: Violetta Bielecka - Paweł Łukaszewski – Musica Sacra 2 - wykonawcy: Polski Chór Kameralny, Michał Markuszewski – organy, Jakub Garbacz – organy, Jan Bartłomiej Bokszczanin – organy, Schola Cantorum Bialostociensis, Wacław Golonka – organy, Concerto Avenna - dyrygent/kierownik artystyczny: Jan Łukaszewski, Violetta Bielecka, Andrzej Mysiński - Satin – TWOgether Duo - wykonawcy: Magdalena Bojanowicz – wiolonczela, Maciej Frąckiewicz – akordeon |
| Album roku |
| - Debussy, Szymanowski - wykonawcy: Rafał Blechacz - dyrygent/kierownik artystyczny: Christian Leins |
| Wstępne nominacje do kategorii album roku |
| Muzyka chóralna i oratoryjna |
| - Johann Balthasar Freislich – Passio Christi - wykonawcy: Goldberg Baroque Ensemble, Julia Kirchner – sopran, Ingrida Gapova – sopran, Franz Vitzthum – alt, Georg Poplutz – tenor, Virgil Hartinger – tenor, Daniel Oleksy – tenor, Marek Rzepka – bas, Ekkehard Abele – bas - dyrygent/kierownik artystyczny: Andrzej Mikołaj Szadejko - Paweł Łukaszewski – Musica Sacra 2 - wykonawcy: Polski Chór Kameralny, Michał Markuszewski – organy, Jakub Garbacz – organy, Jan Bartłomiej Bokszczanin – organy, Schola Cantorum Bialostociensis, Wacław Golonka – organy, Concerto Avenna - dyrygent/kierownik artystyczny: Jan Łukaszewski, Violetta Bielecka, Andrzej Mysiński - Musica Sacra & Gaude Mater - wykonawcy: Polski Chór Kameralny - dyrygent/kierownik artystyczny: Jan Łukaszewski |
| Muzyka dawna |
| - Cyprian Bazylik, dzieła wszystkie, XVI w. - wykonawcy: Ars Nova, Subtilior Ensemble (soliści: Piotr Olech, Maciej Gocman, Szczepan Kosior, Piotr Zawistowski), Chór Cantilena (Alina Kulik) - dyrygent/kierownik artystyczny: Jacek Urbaniak - Grzegorz Gerwazy Gorczycki: Missa Rorate, Illuxit sol, Laetatus sum, Completorium - wykonawcy: Susan Gilmour Bailey, Aldona Bartnik, Matthew Venner, Maciej Gocman, Tomas Kral, Zespół instrumentów dawnych - dyrygent/kierownik artystyczny: Andrzej Kosendiak - Jan Sebastian Bach – Inwencje i Sinfonie - wykonawcy: Lilianna Stawarz - Jasnogórska Muzyka Dawna vol. 47 - wykonawcy: Concerto Polacco - dyrygent/kierownik artystyczny: Marek Toporowski - Requiem – Staropolska Msza Żałobna - wykonawcy: Zespół Śpiewaków Miasta Katowice Camerata Silesia, Zespół Instrumentów Historycznych Parnassos, Adam Myrczek - dyrygent/kierownik artystyczny: Anna Szostak |
| Muzyka kameralna |
| - Bacewicz, Zarębski, Lasoń – Polish Piano Quintets - wykonawcy: Lasoń Ensemble - Chopin, Zarębski - wykonawcy: Daniel Stabrawa, Maria Stabrawa, Ewa Szczepańska-Chwast, Krzysztof Sadłowski, Piotr Kosiński - dyrygent/kierownik artystyczny: Daniel Stabrawa - Franz Schubert – Piękna młynarka op. 25, D. 795 - wykonawcy: Karol Kozłowski, Jolanta Pawlik - Karol Lipiński – Works for Violin & Piano - wykonawcy: Bartłomiej Nizioł, Paweł Andrzej Mazurkiewicz - Shostakovich, Szymanowski, Stravinsky – Pieśni / Songs - wykonawcy: Jadwiga Rappé, Maja Nosowska, Waldemar Malicki, Mariusz Rutkowski |
| Muzyka symfoniczna i koncertująca |
| - Eugeniusz Morawski - wykonawcy: Sinfonia Varsovia - dyrygent/kierownik artystyczny: Monika Wolińska - Grażyna Bacewicz – Cello Concertos - wykonawcy: Bartosz Koziak, Adam Krzeszowiec, Sinfonia Iuventus - dyrygent/kierownik artystyczny: George Tchitchinadze, Monika Wolińska - Bach, Mozart, Łukaszewski, Czajkowski - wykonawcy: Orkiestra Kameralna Filharmonii Narodowej, Ilya Gringolts – skrzypce, Aleksandra Rojek-Duda – obój - dyrygent/kierownik artystyczny: Jan Lewtak - Saxophone Impressions - wykonawcy: Paweł Gusnar, Filharmonia Kameralna im. Witolda Lutosławskiego w Łomży - dyrygent/kierownik artystyczny: Jan Miłosz Zarzycki - Sibelius, Czajkowski – Violin Concertos - wykonawcy: Soyoung Yoon, Orkiestra Filharmonii Gorzowskiej - dyrygent/kierownik artystyczny: Piotr Borkowski |
| Opera, operetka, balet |
| - Ignacy Jan Paderewski – Manru - wykonawcy: Janusz Ratajczak, Wioletta Chodowicz, Barbara Krahel, Leszek Skrla, Monika Ledzion, Jacek Greszta, Łukasz Goliński, Marcin Naruszewicz, Magdalena Polkowska, Krzysztof Jakowicz, Ihor Lomaha, Chór, Balet i Orkiestra Opery Nova w Bydgoszczy - dyrygent/kierownik artystyczny: Maciej Figas, Laco Adamík - Stanisław Moniuszko – Verbum Nobile. Opera komiczna w jednym akcie - wykonawcy: Aleksandra Buczek, Janusz Lewandowski, Michał Partyka, Leszek Skrla, Aleksander Teliga, Chór i Orkiestra Opery na Zamku - dyrygent/kierownik artystyczny: Warcisław Kunc - Wolfgang Amadeus Mozart – Bella mia fiamma… - wykonawcy: Olga Pasiecznik, Natalia Pasiecznik, Marek Niewiedział, NFM Wrocławska Orkiestra Barokowa - dyrygent/kierownik artystyczny: Jarosław Thiel |
| Recital solowy |
| - Kazimierz Gierżod plays Chopin - wykonawcy: Kazimierz Gierżod - Karol Szymanowski – Sonaty Fortepianowe - wykonawcy: Gajusz Kęska - Modest Mussorgsky – Pictures at an Exhibition; Sergey Prokofiev – Romeo and Juliet: Ten Pieces for Piano - wykonawcy: Beata Bilińska - Nocturnal - wykonawcy: Łukasz Kuropaczewski, Orkiestra Kameralna Polskiego Radia Amadeus - dyrygent/kierownik artystyczny: Łukasz Kuropaczewski - Rachmaninov Scriabin Prokofiev - wykonawcy: Konrad Skolarski |
| Muzyka współczesna |
| - Camerata Silesia Sings Kilar - wykonawcy: Zespół Śpiewaków Miasta Katowice Camerata Silesia, Orkiestra Kameralna Aukso - dyrygent/kierownik artystyczny: Anna Szostak - Górecki - wykonawcy: Anna Górecka, Kaja Danczowska, Orkiestra Symfoniczna Filharmonii Śląskiej, Chór Filharmonii Śląskiej, Śląska Orkiestra Kameralna - dyrygent/kierownik artystyczny: Mirosław Jacek Błaszczyk, Jarosław Wolanin - Paweł Łukaszewski – Musica Sacra 1 - wykonawcy: Anna Mikołajczyk-Niewiedział – sopran, Greg Banaszak – saksofon altowy, Ravel Piano Duo: Agnieszka Kozło i Katarzyna Ewa Sokołowska, Orkiestra i Chór Opery i Filharmonii Podlaskiej - dyrygent/kierownik artystyczny: Piotr Borkowski, przygotowanie chóru: Violetta Bielecka - Satin – TWOgether Duo - wykonawcy: Magdalena Bojanowicz – wiolonczela, Maciej Frąckiewicz – akordeon - Zbigniew Bargielski – Kwartety smyczkowe - wykonawcy: Kwartet Śląski, Marek Andrysek – akordeon, Roman Widaszek – klarnet - dyrygent/kierownik artystyczny: Arkadiusz Kubica                                                                                                |
| Najlepszy album polski za granicą |
| - Debussy, Szymanowski - wykonawcy: Rafał Blechacz - dyrygent/kierownik artystyczny: Christian Leins - Henryk Mikołaj Górecki – Concerto-Cantata, Małe requiem dla pewnej Polki, Koncert na klawesyn (wersja na fortepian), Trzy tańce - wykonawcy: Orkiestra Symfoniczna Filharmonii Narodowej, Anna Górecka – fortepian, Carol Wincenc – flet - dyrygent/kierownik artystyczny: Antoni Wit - Krzysztof Penderecki – Fonogrammi, Koncert na róg, Partita, Przebudzenie Jakuba, Anaklasis, De natura sonoris - wykonawcy: Orkiestra Symfoniczna Filharmonii Narodowej, Urszula Janik – flet, Jennifer Montone – róg, Elżbieta Stefańska – klawesyn - dyrygent/kierownik artystyczny: Antoni Wit - Seven Angels - wykonawcy: Teresa Kamińska – wiolonczela, Marek Toporowski – organy - Veiled Desires. Lives and Loves of Nuns in the Middle Ages - wykonawcy: Ensemble Peregrina - dyrygent/kierownik artystyczny: Agnieszka Budzińska-Bennett |

### Złote Fryderyki

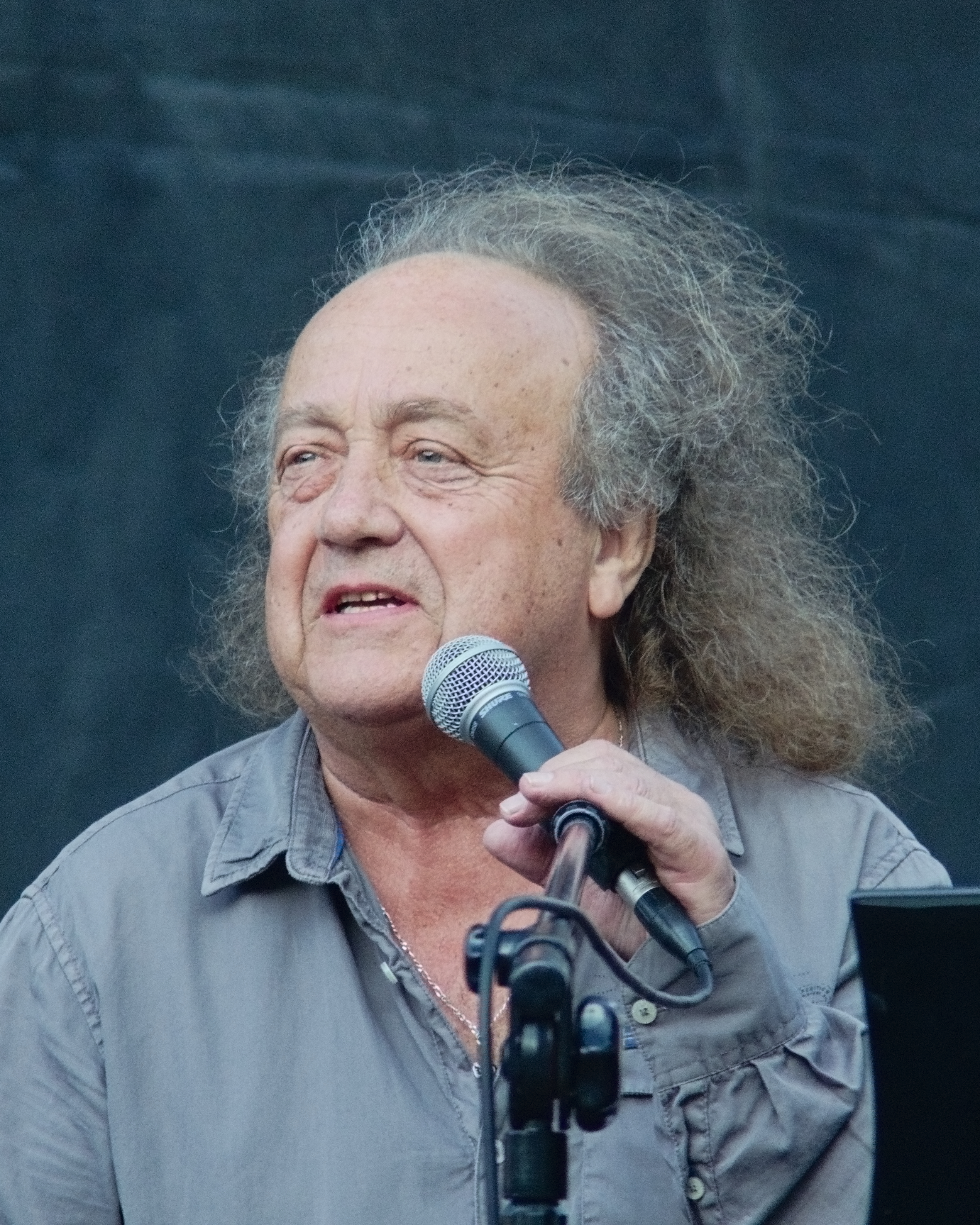
Józef Skrzek, laureat Złotego Fryderyka w muzyce rozrywkowej

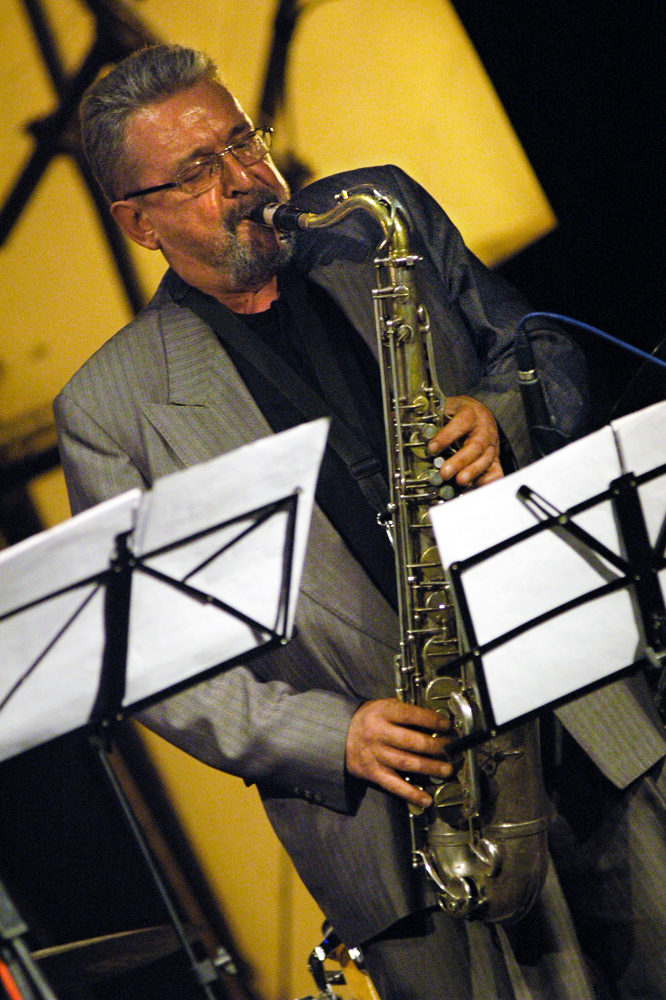
Tomasz Szukalski, laureat Złotego Fryderyka w muzyce jazzowej

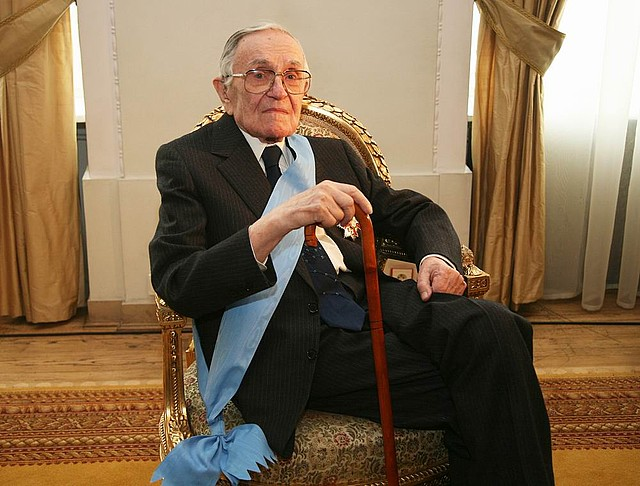
Jan Ekier, laureat Złotego Fryderyka w muzyce poważnej

Laureaci Złotych Fryderyków:
- Józef Skrzek (muzyka rozrywkowa)
- Tomasz Szukalski (muzyka jazzowa)
- Jan Ekier (muzyka poważna)

## Statystyki
| Liczba | Osoba/zespół |
| ------ | ------------ |
| 2      | Mela Koteluk |

| Liczba | Osoba/zespół                                                                               |
| ------ | ------------------------------------------------------------------------------------------ |
| 4      | Violetta Bielecka                                                                          |
| 3      | Ars NovaBrodkaJan ŁukaszewskiMaciej GocmanMaria PeszekPiotr BorkowskiPolski Chór Kameralny |